# قط شرقي طويل الشعر

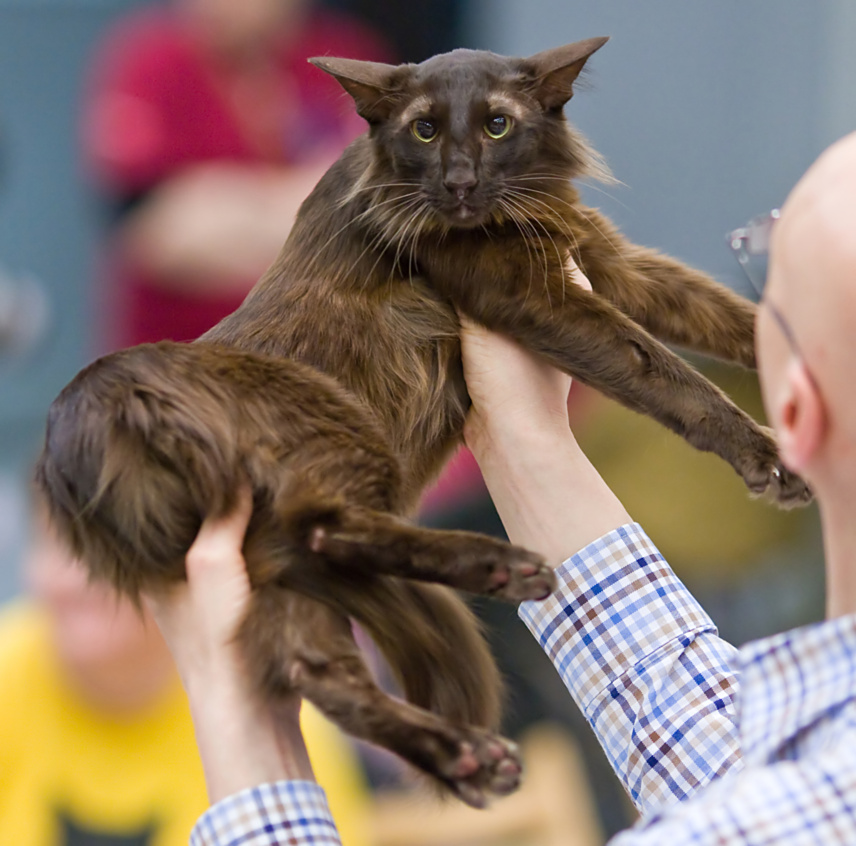

قط شرقي طويل الشعر (بالإنجليزية: Oriental Longhair)‏ هو النسخة متوسطة طول الشعر، من القط الشرقي قصير الشعر. ويتميز بالجسم الأسطواني والنشاط؛ وهو إمّا بلون واحد أو مخطط. ويعرف مجازاً في إنجلترا بالقط «الأنجورا» (بالإنجليزية: British Angora)‏ لنعومته، ولكن في 2002 تم إعادة تسميته حتى لا يحدث التباس مع الانجورا.
ومن الناحية التاريخية فقد كانت القطط السيامي، في موطنها الأصلي تشتمل على عدة ألوان منها البني والأسود والمفضض والأبيض، أو قطط مزدوجة اللون. ولكن في عام 1920، رفض نادى القطط السيامي في إنجلترا الاعتراف بهذه الألوان في دخول المسابقات، وسمح فقط باللون السيامي المعروف مما أدى إلى انقراض أغلبها.
وما تبقى من قطط ملونة أطلق عليها القطط الشرقية قصيرة الشعر (بالإنجليزية: Oriental Shorthair)‏ ثم أصبحت هذه القطط تعرف بالهافانا Havanas، أو بالشرقيين Orientals، أو الغرباء Foreigns. ولكن المربين الإنجليز ميزوا أنواع الهافانا، التي منشأها إنجلترا وأعطوها اسم الشرقي الكستنائي قصير الشعر (بالإنجليزية: Chestnut Oriental Shorthairs)‏، لتمييزها عن باقي الأنواع التي أعطيت اسم «الشرقي Oriental»، وهذه الأنواع شديدة الذكاء والنشاط والفضول، كما أنها شديدة الولاء لأصحابها، حيث تصحبهم إلى كل مكان، قافزة على أكتافهم أو جالسة على حجورهم. وهي ترغب مبادلتها الاهتمام والحب والمداعبة، وإمدادها بمختلف اللعب ذات الأشكال والألوان المتعددة.